# Araripemys
Araripemys — рід вимерлих черепах родини Araripemydidae підряду Бокошиї черепахи. Мав 2 види. Жили близько 120—100 млн років тому за часів раннього крейдяного періоду.

## Опис
Загальна довжина карапаксу становила 25 см. Голова була середнього розміру. Шия дуже довга. Завдяки м'язам на шиї, що тяглися до голови ці черепахи були здатні швидко ховати голову та шию. Водночас були здатні далеко витягувати свою шию при полюванні. Мала лапи у формі плавників. У них більш довгі кістки (не стрілоподібні, а звичайні) і зрощенні пальці, але в той же час форма і будова задніх кінцівок такі ж, як у сухопутних рептилій.

## Спосіб життя
Ці черепахи багато часу на суші, водночас їх тіло було частково пристосовано й для морського способу життя. Живились здебільшого рибою, дрібними молюсками.

## Розповсюдження
Мешкали на території сучасної Південної Америки.

## Види
- †Araripemys barretoi
- †Araripemys arturi